# 안드레아스 폰 에베르딩겐
안드레아스 폰 에베르딩겐 (Andreas von Everdingen, 1412년경에 사망)은 쾰른 대성당의 여섯번째 건설 총 책임자였다. 1395년 마이스터 미하엘의 후임자로 임명되었다.

## 같이 보기
- 쾰른